# Amplicephalus tabasca
Amplicephalus tabasca är en insektsart som beskrevs av Delong och Paul S. Cwikla 1988. Amplicephalus tabasca ingår i släktet Amplicephalus och familjen dvärgstritar. Inga underarter finns listade i Catalogue of Life.